# Geographers Cove
Die Geographers Cove (russisch бухта Географов buchta Geografow, „Bucht der Geographen“, chinesisch 地理学者湾 Dilixuezhe Wan, deutsch ‚Geographenbucht‘) ist eine kleine Bucht der Drakestraße am südwestlichen Ende von King George Island, der größten der Südlichen Shetlandinseln. Sie liegt im Südwesten der Fildes-Halbinsel zwischen Exotic Point und Flat Top Peninsula.
Die Bucht wurde nach Kartierungen der 13. Sowjetischen Antarktisexpedition im Jahre 1968 von der Bellingshausen-Station aus auf einer Karte von 1973 бухта Географов genannt. Auf einer englischsprachigen Karte derselben Autoren ist die Bucht mit „Geografov Inlet“ beschriftet. Das britische Antarctic Place-names Committee (APC) übersetzte den russischen Namen 1980 sinngemäß ins Englische.
In der Bucht (auf der deutschen Karte von 1984 als „Geographenbucht“ beschriftet) liegt die Geographeninsel, und vom Geographensee fließt der Geographenbach in die Bucht.